# Dercitus luteus
Dercitus luteus is een spons in de taxonomische indeling van de gewone sponzen (Demospongiae). De wetenschappelijke naam van de soort werd in 1986 gepubliceerd door Pulitzer-Finali.